# Coupe de la Major League Soccer 2016
Navigation
Édition précédente Édition suivante
L'édition 2016 de la Coupe de la Major League Soccer s'est jouée le 10 décembre 2016 entre le Toronto FC, champion de la conférence de l'Est, et les Seattle Sounders, champions de la conférence de l'Ouest. La rencontre se joue sur le terrain de la meilleure équipe au bilan de la saison régulière, à savoir le Toronto FC. Pour la première fois dans l'histoire de la ligue, aucune équipe fondatrice ne fait partie de l'affiche de la Coupe MLS.

## La saison régulière

### Toronto FC
| Conférence Est \| Rang \| Équipe \| Pts \| J \| G \| N \| P \| Bp \| Bc \| Diff \| \| ---- \| ------------------------------------ \| --- \| -- \| -- \| -- \| -- \| -- \| -- \| ---- \| \| 1 \| Red Bulls de New York \| 57 \| 34 \| 16 \| 9 \| 9 \| 61 \| 44 \| +17 \| \| 2 \| New York City FC \| 54 \| 34 \| 15 \| 9 \| 10 \| 62 \| 57 \| +5 \| \| 3 \| Toronto FC \| 53 \| 34 \| 14 \| 11 \| 9 \| 51 \| 39 \| +12 \| \| 4 \| D.C. United \| 46 \| 34 \| 11 \| 13 \| 10 \| 53 \| 47 \| +6 \| \| 5 \| Impact de Montréal \| 45 \| 34 \| 11 \| 12 \| 11 \| 49 \| 53 \| -4 \| \| 6 \| Union de Philadelphie \| 42 \| 34 \| 11 \| 9 \| 14 \| 52 \| 55 \| -3 \| \| 7 \| Revolution de la Nouvelle-Angleterre \| 42 \| 34 \| 11 \| 9 \| 14 \| 44 \| 54 \| -10 \| \| 8 \| Orlando City SC \| 41 \| 34 \| 9 \| 14 \| 11 \| 55 \| 60 \| -5 \| \| 9 \| Crew SC de Columbus \| 36 \| 34 \| 8 \| 12 \| 14 \| 50 \| 58 \| -8 \| \| 10 \| Fire de Chicago \| 31 \| 34 \| 7 \| 10 \| 17 \| 42 \| 58 \| -16 \| |                                      |     |    |    |    |    |    |    |      |
| Rang | Équipe                               | Pts | J  | G  | N  | P  | Bp | Bc | Diff |
| 1 | Red Bulls de New York                | 57  | 34 | 16 | 9  | 9  | 61 | 44 | +17  |
| 2 | New York City FC                     | 54  | 34 | 15 | 9  | 10 | 62 | 57 | +5   |
| 3 | Toronto FC                           | 53  | 34 | 14 | 11 | 9  | 51 | 39 | +12  |
| 4 | D.C. United                          | 46  | 34 | 11 | 13 | 10 | 53 | 47 | +6   |
| 5 | Impact de Montréal                   | 45  | 34 | 11 | 12 | 11 | 49 | 53 | -4   |
| 6 | Union de Philadelphie                | 42  | 34 | 11 | 9  | 14 | 52 | 55 | -3   |
| 7 | Revolution de la Nouvelle-Angleterre | 42  | 34 | 11 | 9  | 14 | 44 | 54 | -10  |
| 8 | Orlando City SC                      | 41  | 34 | 9  | 14 | 11 | 55 | 60 | -5   |
| 9 | Crew SC de Columbus                  | 36  | 34 | 8  | 12 | 14 | 50 | 58 | -8   |
| 10 | Fire de Chicago                      | 31  | 34 | 7  | 10 | 17 | 42 | 58 | -16  |

- Vainqueur de conférence et qualifications automatiques pour les séries éliminatoires et la Ligue des champions de la CONCACAF 2017-2018
- Franchise directement qualifiée pour les séries éliminatoires
- Wild-card pour les séries éliminatoires

### Seattle Sounders
| Conférence Ouest \| Rang \| Équipe \| Pts \| J \| G \| N \| P \| Bp \| Bc \| Diff \| \| ---- \| ----------------------- \| --- \| -- \| -- \| -- \| -- \| -- \| -- \| ---- \| \| 1 \| FC Dallas C \| 60 \| 34 \| 17 \| 9 \| 8 \| 50 \| 40 \| +10 \| \| 2 \| Rapids du Colorado \| 58 \| 34 \| 15 \| 13 \| 6 \| 39 \| 32 \| +7 \| \| 3 \| Galaxy de Los Angeles \| 52 \| 34 \| 12 \| 16 \| 6 \| 54 \| 39 \| +15 \| \| 4 \| Sounders FC de Seattle \| 48 \| 34 \| 14 \| 6 \| 14 \| 44 \| 43 \| +1 \| \| 5 \| Sporting de Kansas City \| 47 \| 34 \| 13 \| 8 \| 13 \| 42 \| 41 \| +1 \| \| 6 \| Real Salt Lake \| 46 \| 34 \| 12 \| 10 \| 12 \| 44 \| 46 \| -2 \| \| 7 \| Timbers de Portland T \| 44 \| 34 \| 12 \| 8 \| 14 \| 48 \| 53 \| -5 \| \| 8 \| Whitecaps de Vancouver \| 39 \| 34 \| 10 \| 9 \| 15 \| 45 \| 52 \| -7 \| \| 9 \| Earthquakes de San José \| 38 \| 34 \| 8 \| 14 \| 12 \| 32 \| 40 \| -8 \| \| 10 \| Dynamo de Houston \| 34 \| 34 \| 7 \| 13 \| 14 \| 39 \| 45 \| -6 \| |                         |     |    |    |    |    |    |    |      |
| Rang | Équipe                  | Pts | J  | G  | N  | P  | Bp | Bc | Diff |
| 1 | FC Dallas C             | 60  | 34 | 17 | 9  | 8  | 50 | 40 | +10  |
| 2 | Rapids du Colorado      | 58  | 34 | 15 | 13 | 6  | 39 | 32 | +7   |
| 3 | Galaxy de Los Angeles   | 52  | 34 | 12 | 16 | 6  | 54 | 39 | +15  |
| 4 | Sounders FC de Seattle  | 48  | 34 | 14 | 6  | 14 | 44 | 43 | +1   |
| 5 | Sporting de Kansas City | 47  | 34 | 13 | 8  | 13 | 42 | 41 | +1   |
| 6 | Real Salt Lake          | 46  | 34 | 12 | 10 | 12 | 44 | 46 | -2   |
| 7 | Timbers de Portland T   | 44  | 34 | 12 | 8  | 14 | 48 | 53 | -5   |
| 8 | Whitecaps de Vancouver  | 39  | 34 | 10 | 9  | 15 | 45 | 52 | -7   |
| 9 | Earthquakes de San José | 38  | 34 | 8  | 14 | 12 | 32 | 40 | -8   |
| 10 | Dynamo de Houston       | 34  | 34 | 7  | 13 | 14 | 39 | 45 | -6   |

- MLS Supporters' Shield, et qualifications automatiques pour les séries éliminatoires et la Ligue des champions de la CONCACAF 2017-2018
- Franchise directement qualifiée pour les séries éliminatoires et la Ligue des champions de la CONCACAF 2017-2018
- Franchise directement qualifiée pour les séries éliminatoires
- Wild-card pour les séries éliminatoires

T : Tenant du titre

C : Vainqueur de la Lamar Hunt US Open Cup 2016 et qualification pour la Ligue des champions de la CONCACAF 2017-2018

### La confrontation en 2016
| Date           | Domicile   | Score | Extérieur        | Stade     |
| -------------- | ---------- | ----- | ---------------- | --------- |
| 2 juillet 2016 | Toronto FC | 1-1   | Seattle Sounders | BMO Field |

## En route vers la finale

### Tableau des séries éliminatoires
|  | Premier tour               | Premier tour               | Premier tour                  | Premier tour              |                           |                           | Demi-finales de conférence    | Demi-finales de conférence    | Demi-finales de conférence    | Demi-finales de conférence    |  |  | Finales de conférence  | Finales de conférence  | Finales de conférence  | Finales de conférence  |  |  | MLS Cup 2016                         | MLS Cup 2016                         | MLS Cup 2016                         | MLS Cup 2016                         |
|  |                            |                            |                               |                           |                           |                           |                               |                               |                               |                               |  |  |                        |                        |                        |                        |  |  |                                      |                                      |                                      |                                      |
|  |                            |                            |                               |                           |                           |                           | 30 octobre et 6 novembre 2016 | 30 octobre et 6 novembre 2016 | 30 octobre et 6 novembre 2016 | 30 octobre et 6 novembre 2016 |  |  | 22 et 30 novembre 2016 | 22 et 30 novembre 2016 | 22 et 30 novembre 2016 | 22 et 30 novembre 2016 |  |  | 10 décembre 2016, BMO Field, Toronto | 10 décembre 2016, BMO Field, Toronto | 10 décembre 2016, BMO Field, Toronto | 10 décembre 2016, BMO Field, Toronto |
|  |                            |                            |                               |                           |                           |                           | 30 octobre et 6 novembre 2016 | 30 octobre et 6 novembre 2016 | 30 octobre et 6 novembre 2016 | 30 octobre et 6 novembre 2016 |  |  | 22 et 30 novembre 2016 | 22 et 30 novembre 2016 | 22 et 30 novembre 2016 | 22 et 30 novembre 2016 |  |  | 10 décembre 2016, BMO Field, Toronto | 10 décembre 2016, BMO Field, Toronto | 10 décembre 2016, BMO Field, Toronto | 10 décembre 2016, BMO Field, Toronto |
|  |                            |                            |                               |                           |                           |                           | 30 octobre et 6 novembre 2016 | 30 octobre et 6 novembre 2016 | 30 octobre et 6 novembre 2016 | 30 octobre et 6 novembre 2016 |  |  | 22 et 30 novembre 2016 | 22 et 30 novembre 2016 | 22 et 30 novembre 2016 | 22 et 30 novembre 2016 |  |  | 10 décembre 2016, BMO Field, Toronto | 10 décembre 2016, BMO Field, Toronto | 10 décembre 2016, BMO Field, Toronto | 10 décembre 2016, BMO Field, Toronto |
|  |                            |                            |                               |                           |                           |                           | 30 octobre et 6 novembre 2016 | 30 octobre et 6 novembre 2016 | 30 octobre et 6 novembre 2016 | 30 octobre et 6 novembre 2016 |  |  | 22 et 30 novembre 2016 | 22 et 30 novembre 2016 | 22 et 30 novembre 2016 | 22 et 30 novembre 2016 |  |  | 10 décembre 2016, BMO Field, Toronto | 10 décembre 2016, BMO Field, Toronto | 10 décembre 2016, BMO Field, Toronto | 10 décembre 2016, BMO Field, Toronto |
|  | E1 Red Bulls de New York   | E1 Red Bulls de New York   | 0                             | 1                         |                           |                           |                               |                               |                               |                               |  |  | 22 et 30 novembre 2016 | 22 et 30 novembre 2016 | 22 et 30 novembre 2016 | 22 et 30 novembre 2016 |  |  | 10 décembre 2016, BMO Field, Toronto | 10 décembre 2016, BMO Field, Toronto | 10 décembre 2016, BMO Field, Toronto | 10 décembre 2016, BMO Field, Toronto |
|  | E1 Red Bulls de New York   | E1 Red Bulls de New York   | 0                             | 1                         | 27 octobre 2016           |                           |                               |                               |                               |                               |  |  | 22 et 30 novembre 2016 | 22 et 30 novembre 2016 | 22 et 30 novembre 2016 | 22 et 30 novembre 2016 |  |  | 10 décembre 2016, BMO Field, Toronto | 10 décembre 2016, BMO Field, Toronto | 10 décembre 2016, BMO Field, Toronto | 10 décembre 2016, BMO Field, Toronto |
|  |                            |                            | E5 Impact de Montréal         | E5 Impact de Montréal     | 1                         | 2                         |                               |                               |                               |                               |  |  | 22 et 30 novembre 2016 | 22 et 30 novembre 2016 | 22 et 30 novembre 2016 | 22 et 30 novembre 2016 |  |  | 10 décembre 2016, BMO Field, Toronto | 10 décembre 2016, BMO Field, Toronto | 10 décembre 2016, BMO Field, Toronto | 10 décembre 2016, BMO Field, Toronto |
|  | E4 D.C. United             | E4 D.C. United             | E5 Impact de Montréal         | E5 Impact de Montréal     | 1                         | 2                         | 2                             | 2                             |                               |                               |  |  | 22 et 30 novembre 2016 | 22 et 30 novembre 2016 | 22 et 30 novembre 2016 | 22 et 30 novembre 2016 |  |  | 10 décembre 2016, BMO Field, Toronto | 10 décembre 2016, BMO Field, Toronto | 10 décembre 2016, BMO Field, Toronto | 10 décembre 2016, BMO Field, Toronto |
|  | E4 D.C. United             | E4 D.C. United             | 30 octobre et 6 novembre 2016 |                           |                           |                           | 2                             | 2                             |                               |                               |  |  | 22 et 30 novembre 2016 | 22 et 30 novembre 2016 | 22 et 30 novembre 2016 | 22 et 30 novembre 2016 |  |  | 10 décembre 2016, BMO Field, Toronto | 10 décembre 2016, BMO Field, Toronto | 10 décembre 2016, BMO Field, Toronto | 10 décembre 2016, BMO Field, Toronto |
|  | E5 Impact de Montréal      | E5 Impact de Montréal      | 4                             | 4                         |                           |                           |                               |                               |                               |                               |  |  | 22 et 30 novembre 2016 | 22 et 30 novembre 2016 | 22 et 30 novembre 2016 | 22 et 30 novembre 2016 |  |  | 10 décembre 2016, BMO Field, Toronto | 10 décembre 2016, BMO Field, Toronto | 10 décembre 2016, BMO Field, Toronto | 10 décembre 2016, BMO Field, Toronto |
|  | E5 Impact de Montréal      | E5 Impact de Montréal      | 4                             | 4                         | E5 Impact de Montréal     | E5 Impact de Montréal     | 3                             | 2                             |                               |                               |  |  |                        |                        |                        |                        |  |  | 10 décembre 2016, BMO Field, Toronto | 10 décembre 2016, BMO Field, Toronto | 10 décembre 2016, BMO Field, Toronto | 10 décembre 2016, BMO Field, Toronto |
|  |                            |                            |                               |                           | E5 Impact de Montréal     | E5 Impact de Montréal     | 3                             | 2                             |                               |                               |  |  |                        |                        |                        |                        |  |  | 10 décembre 2016, BMO Field, Toronto | 10 décembre 2016, BMO Field, Toronto | 10 décembre 2016, BMO Field, Toronto | 10 décembre 2016, BMO Field, Toronto |
|  |                            |                            | E3 Toronto FC                 | E3 Toronto FC             | 2                         | 5ap                       |                               |                               |                               |                               |  |  |                        |                        |                        |                        |  |  | 10 décembre 2016, BMO Field, Toronto | 10 décembre 2016, BMO Field, Toronto | 10 décembre 2016, BMO Field, Toronto | 10 décembre 2016, BMO Field, Toronto |
|  |                            |                            |                               |                           | 2                         | 5ap                       |                               |                               |                               |                               |  |  |                        |                        |                        |                        |  |  | 10 décembre 2016, BMO Field, Toronto | 10 décembre 2016, BMO Field, Toronto | 10 décembre 2016, BMO Field, Toronto | 10 décembre 2016, BMO Field, Toronto |
|  |                            | 20 et 27 novembre 2016     |                               |                           |                           |                           |                               |                               |                               |                               |  |  |                        |                        |                        |                        |  |  | 10 décembre 2016, BMO Field, Toronto | 10 décembre 2016, BMO Field, Toronto | 10 décembre 2016, BMO Field, Toronto | 10 décembre 2016, BMO Field, Toronto |
|  |                            |                            |                               |                           |                           |                           |                               |                               |                               |                               |  |  |                        |                        |                        |                        |  |  | 10 décembre 2016, BMO Field, Toronto | 10 décembre 2016, BMO Field, Toronto | 10 décembre 2016, BMO Field, Toronto | 10 décembre 2016, BMO Field, Toronto |
|  | E2 New York City FC        | E2 New York City FC        | 0                             | 0                         |                           |                           |                               |                               |                               |                               |  |  |                        |                        |                        |                        |  |  | 10 décembre 2016, BMO Field, Toronto | 10 décembre 2016, BMO Field, Toronto | 10 décembre 2016, BMO Field, Toronto | 10 décembre 2016, BMO Field, Toronto |
|  | E2 New York City FC        | E2 New York City FC        | 0                             | 0                         | 26 octobre 2016           |                           |                               |                               |                               |                               |  |  |                        |                        |                        |                        |  |  | 10 décembre 2016, BMO Field, Toronto | 10 décembre 2016, BMO Field, Toronto | 10 décembre 2016, BMO Field, Toronto | 10 décembre 2016, BMO Field, Toronto |
|  |                            |                            | E3 Toronto FC                 | E3 Toronto FC             | 2                         | 5                         |                               |                               |                               |                               |  |  |                        |                        |                        |                        |  |  | 10 décembre 2016, BMO Field, Toronto | 10 décembre 2016, BMO Field, Toronto | 10 décembre 2016, BMO Field, Toronto | 10 décembre 2016, BMO Field, Toronto |
|  | E3 Toronto FC              | E3 Toronto FC              | E3 Toronto FC                 | E3 Toronto FC             | 2                         | 5                         | 3                             | 3                             |                               |                               |  |  |                        |                        |                        |                        |  |  | 10 décembre 2016, BMO Field, Toronto | 10 décembre 2016, BMO Field, Toronto | 10 décembre 2016, BMO Field, Toronto | 10 décembre 2016, BMO Field, Toronto |
|  | E3 Toronto FC              | E3 Toronto FC              | 30 octobre et 6 novembre 2016 |                           |                           |                           | 3                             | 3                             |                               |                               |  |  |                        |                        |                        |                        |  |  | 10 décembre 2016, BMO Field, Toronto | 10 décembre 2016, BMO Field, Toronto | 10 décembre 2016, BMO Field, Toronto | 10 décembre 2016, BMO Field, Toronto |
|  | E6 Union de Philadelphie   | E6 Union de Philadelphie   | 1                             | 1                         |                           |                           |                               |                               |                               |                               |  |  |                        |                        |                        |                        |  |  | 10 décembre 2016, BMO Field, Toronto | 10 décembre 2016, BMO Field, Toronto | 10 décembre 2016, BMO Field, Toronto | 10 décembre 2016, BMO Field, Toronto |
|  | E6 Union de Philadelphie   | E6 Union de Philadelphie   | 1                             | 1                         | E3 Toronto FC             | E3 Toronto FC             | 0 (4)                         | 0 (4)                         |                               |                               |  |  |                        |                        |                        |                        |  |  |                                      |                                      |                                      |                                      |
|  |                            |                            |                               |                           | E3 Toronto FC             | E3 Toronto FC             | 0 (4)                         | 0 (4)                         |                               |                               |  |  |                        |                        |                        |                        |  |  |                                      |                                      |                                      |                                      |
|  |                            |                            | O4 Sounders FC de Seattle     | O4 Sounders FC de Seattle | 0 (5)                     | 0 (5)                     |                               |                               |                               |                               |  |  |                        |                        |                        |                        |  |  |                                      |                                      |                                      |                                      |
|  |                            |                            |                               |                           | 0 (5)                     | 0 (5)                     |                               |                               |                               |                               |  |  |                        |                        |                        |                        |  |  |                                      |                                      |                                      |                                      |
|  |                            |                            |                               |                           |                           |                           |                               |                               |                               |                               |  |  |                        |                        |                        |                        |  |  |                                      |                                      |                                      |                                      |
|  |                            |                            |                               |                           |                           |                           |                               |                               |                               |                               |  |  |                        |                        |                        |                        |  |  |                                      |                                      |                                      |                                      |
|  | O1 FC Dallas               | O1 FC Dallas               | 0                             | 2                         |                           |                           |                               |                               |                               |                               |  |  |                        |                        |                        |                        |  |  |                                      |                                      |                                      |                                      |
|  | O1 FC Dallas               | O1 FC Dallas               | 0                             | 2                         | 27 octobre 2016           |                           |                               |                               |                               |                               |  |  |                        |                        |                        |                        |  |  |                                      |                                      |                                      |                                      |
|  |                            |                            | O4 Sounders FC de Seattle     | O4 Sounders FC de Seattle | 3                         | 1                         |                               |                               |                               |                               |  |  |                        |                        |                        |                        |  |  |                                      |                                      |                                      |                                      |
|  | O4 Sounders FC de Seattle  | O4 Sounders FC de Seattle  | O4 Sounders FC de Seattle     | O4 Sounders FC de Seattle | 3                         | 1                         | 1                             | 1                             |                               |                               |  |  |                        |                        |                        |                        |  |  |                                      |                                      |                                      |                                      |
|  | O4 Sounders FC de Seattle  | O4 Sounders FC de Seattle  | 30 octobre et 6 novembre 2016 |                           |                           |                           | 1                             | 1                             |                               |                               |  |  |                        |                        |                        |                        |  |  |                                      |                                      |                                      |                                      |
|  | O5 Sporting de Kansas City | O5 Sporting de Kansas City | 0                             | 0                         |                           |                           |                               |                               |                               |                               |  |  |                        |                        |                        |                        |  |  |                                      |                                      |                                      |                                      |
|  | O5 Sporting de Kansas City | O5 Sporting de Kansas City | 0                             | 0                         | O4 Sounders FC de Seattle | O4 Sounders FC de Seattle | 2                             | 1                             |                               |                               |  |  |                        |                        |                        |                        |  |  |                                      |                                      |                                      |                                      |
|  |                            |                            |                               |                           | O4 Sounders FC de Seattle | O4 Sounders FC de Seattle | 2                             | 1                             |                               |                               |  |  |                        |                        |                        |                        |  |  |                                      |                                      |                                      |                                      |
|  |                            |                            | O2 Rapids du Colorado         | O2 Rapids du Colorado     | 1                         | 0                         |                               |                               |                               |                               |  |  |                        |                        |                        |                        |  |  |                                      |                                      |                                      |                                      |
|  |                            |                            |                               |                           | 1                         | 0                         |                               |                               |                               |                               |  |  |                        |                        |                        |                        |  |  |                                      |                                      |                                      |                                      |
|  |                            |                            |                               |                           |                           |                           |                               |                               |                               |                               |  |  |                        |                        |                        |                        |  |  |                                      |                                      |                                      |                                      |
|  |                            |                            |                               |                           |                           |                           |                               |                               |                               |                               |  |  |                        |                        |                        |                        |  |  |                                      |                                      |                                      |                                      |
|  | O2 Rapids du Colorado      | O2 Rapids du Colorado      | 0                             | 1 (3)                     |                           |                           |                               |                               |                               |                               |  |  |                        |                        |                        |                        |  |  |                                      |                                      |                                      |                                      |
|  | O2 Rapids du Colorado      | O2 Rapids du Colorado      | 0                             | 1 (3)                     | 26 octobre 2016           |                           |                               |                               |                               |                               |  |  |                        |                        |                        |                        |  |  |                                      |                                      |                                      |                                      |
|  |                            |                            | O3 Galaxy de Los Angeles      | O3 Galaxy de Los Angeles  | 1                         | 0 (1)                     |                               |                               |                               |                               |  |  |                        |                        |                        |                        |  |  |                                      |                                      |                                      |                                      |
|  | O3 Galaxy de Los Angeles   | O3 Galaxy de Los Angeles   | O3 Galaxy de Los Angeles      | O3 Galaxy de Los Angeles  | 1                         | 0 (1)                     | 3                             | 3                             |                               |                               |  |  |                        |                        |                        |                        |  |  |                                      |                                      |                                      |                                      |
|  | O3 Galaxy de Los Angeles   | O3 Galaxy de Los Angeles   |                               |                           |                           |                           |                               | 3                             |                               |                               |  |  |                        |                        |                        |                        |  |  |                                      |                                      |                                      |                                      |
|  | O6 Real Salt Lake          | O6 Real Salt Lake          | 1                             | 1                         |                           |                           |                               |                               |                               |                               |  |  |                        |                        |                        |                        |  |  |                                      |                                      |                                      |                                      |
|  | O6 Real Salt Lake          | O6 Real Salt Lake          | 1                             | 1                         |                           |                           |                               |                               |                               |                               |  |  |                        |                        |                        |                        |  |  |                                      |                                      |                                      |                                      |
|  |                            |                            |                               |                           |                           |                           |                               |                               |                               |                               |  |  |                        |                        |                        |                        |  |  |                                      |                                      |                                      |                                      |

#### Le parcours du Toronto FC

##### Premier tour
| 26 octobre 2016 | Toronto FC                               | 3 - 1   | Union de Philadelphie | BMO Field, Toronto                                |                                                   |
| 19h30 EDT       | Giovinco 15e · Osorio 48e · Altidore 85e | (1 - 0) | 73e Bedoya            | Spectateurs : 21 759 Arbitrage : Baldomero Toledo | Spectateurs : 21 759 Arbitrage : Baldomero Toledo |
| 19h30 EDT       | Rapport                                  |         |                       | Spectateurs : 21 759 Arbitrage : Baldomero Toledo | Spectateurs : 21 759 Arbitrage : Baldomero Toledo |

##### Demi-finale de conférence
| 30 octobre 2016 | Toronto FC                    | 2 - 0   | New York City FC | BMO Field, Toronto                               |                                                  |
| 19h00 EDT       | Altidore 84e · Ricketts 90+2e | (0 - 0) |                  | Spectateurs : 28 220 Arbitrage : Silviu Petrescu | Spectateurs : 28 220 Arbitrage : Silviu Petrescu |
| 19h00 EDT       | Rapport                       |         |                  | Spectateurs : 28 220 Arbitrage : Silviu Petrescu | Spectateurs : 28 220 Arbitrage : Silviu Petrescu |

| 6 novembre 2016 | New York City FC | 0 - 5   | Toronto FC                                               | Yankee Stadium, New York                     |                                              |
| 18h30 EDT       |                  | (0 - 3) | 6e 20e (pen.) 90+1e Giovinco · 30e Altidore · 50e Osorio | Spectateurs : 28 355 Arbitrage : Kevin Stott | Spectateurs : 28 355 Arbitrage : Kevin Stott |
| 18h30 EDT       | Rapport          |         |                                                          | Spectateurs : 28 355 Arbitrage : Kevin Stott | Spectateurs : 28 355 Arbitrage : Kevin Stott |

Le Toronto FC l'emporte par un score cumulé de 7-0.

##### Finale de conférence
| 22 novembre 2016 | Impact de Montréal                   | 3 - 2 | Toronto FC                 | Stade olympique, Montréal                    |                                              |
| 20h00 EDT        | Oduro 10e · Mancosu 12e · Oyongo 53e |       | 68e Altidore · 73e Bradley | Spectateurs : 61 004 Arbitrage : Juan Guzmán | Spectateurs : 61 004 Arbitrage : Juan Guzmán |
| 20h00 EDT        | Rapport                              |       |                            | Spectateurs : 61 004 Arbitrage : Juan Guzmán | Spectateurs : 61 004 Arbitrage : Juan Guzmán |

| 30 novembre 2016 | Toronto FC                                                             | 5 - 2 a. p. | Impact de Montréal     | BMO Field, Toronto                            |                                               |
| 19h00 EDT        | Cooper 37e · Altidore 45e · Hagglund 68e · Cheyrou 98e · Ricketts 100e |             | 24e Oduro · 53e Piatti | Spectateurs : 36 000 Arbitrage : Jair Marrufo | Spectateurs : 36 000 Arbitrage : Jair Marrufo |
| 19h00 EDT        | Rapport                                                                |             |                        | Spectateurs : 36 000 Arbitrage : Jair Marrufo | Spectateurs : 36 000 Arbitrage : Jair Marrufo |

Le Toronto FC l'emporte par un score cumulé de 7-5.

#### Le parcours des Seattle Sounders

##### Premier tour
| 27 octobre 2016 | Sounders FC de Seattle | 1 - 0   | Sporting de Kansas City | CenturyLink Field, Seattle                     |                                                |
| 19h00 PDT       | Valdez 88e             | (0 - 0) |                         | Spectateurs : 36 151 Arbitrage : Ismail Elfath | Spectateurs : 36 151 Arbitrage : Ismail Elfath |
| 19h00 PDT       | Rapport                |         |                         | Spectateurs : 36 151 Arbitrage : Ismail Elfath | Spectateurs : 36 151 Arbitrage : Ismail Elfath |

##### Demi-finale de conférence
| 30 octobre 2016 | Sounders FC de Seattle       | 3 - 0   | FC Dallas | CenturyLink Field, Seattle                       |                                                  |
| 21h30 EDT       | Valdez 50e · Lodeiro 55e 58e | (0 - 0) |           | Spectateurs : 37 073 Arbitrage : Ricardo Salazar | Spectateurs : 37 073 Arbitrage : Ricardo Salazar |
| 21h30 EDT       | Rapport                      |         |           | Spectateurs : 37 073 Arbitrage : Ricardo Salazar | Spectateurs : 37 073 Arbitrage : Ricardo Salazar |

| 6 novembre 2016 | FC Dallas                 | 2 - 1   | Sounders FC de Seattle | Toyota Stadium, Frisco                           |                                                  |
| 21h00 EDT       | Akindele 25e · Urruti 56e | (1 - 0) | 54e Lodeiro            | Spectateurs : 14 878 Arbitrage : Hilario Grajeda | Spectateurs : 14 878 Arbitrage : Hilario Grajeda |
| 21h00 EDT       | Rapport                   |         |                        | Spectateurs : 14 878 Arbitrage : Hilario Grajeda | Spectateurs : 14 878 Arbitrage : Hilario Grajeda |

Les Seattle Sounders l'emportent par un score cumulé de 4-2.

##### Finale de conférence
| 22 novembre 2016 | Sounders FC de Seattle          | 2 - 1 | Rapids du Colorado | CenturyLink Field, Seattle                   |                                              |
| 19h00 PST        | Morris 19e · Lodeiro 61e (pen.) |       | 13e Doyle          | Spectateurs : 42 774 Arbitrage : Chris Penso | Spectateurs : 42 774 Arbitrage : Chris Penso |
| 19h00 PST        | Rapport                         |       |                    | Spectateurs : 42 774 Arbitrage : Chris Penso | Spectateurs : 42 774 Arbitrage : Chris Penso |

| 27 novembre 2016 | Rapids du Colorado | 0 - 1 | Sounders FC de Seattle | Dick's Sporting Goods Park, Commerce City        |                                                  |
| 14h00 MST        |                    |       | 56e Morris             | Spectateurs : 17 695 Arbitrage : Ricardo Salazar | Spectateurs : 17 695 Arbitrage : Ricardo Salazar |
| 14h00 MST        | Rapport            |       |                        | Spectateurs : 17 695 Arbitrage : Ricardo Salazar | Spectateurs : 17 695 Arbitrage : Ricardo Salazar |

Les Seattle Sounders l'emportent par un score cumulé de 3-1.

## Finale
Il s'agit de la première confrontation en séries éliminatoires entre ces deux équipes.
| 10 décembre 2016 | Toronto FC                                             | 0 - 0 a. p.       | Seattle Sounders                                          | BMO Field, Toronto                          |                                             |
| 20:00            | Bradley 90+3e                                          |                   | 45+1e Marshall · 72e Jones                                | Spectateurs : 36 045 Arbitrage : Alan Kelly | Spectateurs : 36 045 Arbitrage : Alan Kelly |
| 20:00            | Rapport                                                |                   |                                                           | Spectateurs : 36 045 Arbitrage : Alan Kelly | Spectateurs : 36 045 Arbitrage : Alan Kelly |
| 20:00            | Altidore · Bradley · Cheyrou · Johnson · Moor · Morrow | Tirs au but 4 - 5 | Evans · Ivanschitz · Fernández · Jones · Lodeiro · Torres | Spectateurs : 36 045 Arbitrage : Alan Kelly | Spectateurs : 36 045 Arbitrage : Alan Kelly |

| Toronto FC | Seattle Sounders |

| G             | 1  | Clint Irwin        |      |
| AD            | 15 | Eriq Zavaleta      |      |
| DC            | 3  | Drew Moor          |      |
| AG            | 6  | Nick Hagglund      |      |
| MD            | 33 | Steven Beitashour  |      |
| MC            | 31 | Armando Cooper     | 85e  |
| MC            | 4  | Michael Bradley    |      |
| MC            | 21 | Jonathan Osorio    | 77e  |
| MG            | 2  | Justin Morrow      |      |
| A             | 10 | Sebastian Giovinco | 103e |
| A             | 17 | Jozy Altidore      |      |
| Remplaçants : |    |                    |      |
| G             | 25 | Alex Bono          |      |
| D             | 23 | Josh Williams      |      |
| D             | 28 | Mark Bloom         |      |
| M             | 8  | Benoît Cheyrou     | 85e  |
| M             | 7  | Will Johnson       | 77e  |
| A             | 87 | Tosaint Ricketts   | 103e |
| A             | 9  | Tsubasa Endoh      |      |
| Entraîneur :  |    |                    |      |
| Greg Vanney   |    |                    |      |

| G               | 24 | Stefan Frei        |      |
| AG              | 33 | Joevin Jones       |      |
| DC              | 14 | Chad Marshall      |      |
| DC              | 29 | Román Torres       |      |
| AD              | 4  | Tyrone Mears       |      |
| MC              | 7  | Cristian Roldan    |      |
| MC              | 6  | Osvaldo Alonso     |      |
| MOG             | 8  | Erik Friberg       | 66e  |
| MO              | 10 | Nicolás Lodeiro    |      |
| MOD             | 13 | Jordan Morris      | 108e |
| A               | 16 | Nelson Valdez      | 73e  |
| Remplaçants :   |    |                    |      |
| G               | 1  | Tyler Miller       |      |
| D               | 20 | Zach Scott         |      |
| D               | 91 | Oniel Fisher       |      |
| M               | 3  | Brad Evans         | 108e |
| M               | 23 | Andreas Ivanschitz | 73e  |
| M               | 21 | Álvaro Fernández   | 66e  |
| A               | 9  | Hérculez Gómez     |      |
| Entraîneur :    |    |                    |      |
| Brian Schmetzer |    |                    |      |

| Homme du match : Stefan Frei Arbitres assistants : Frank Anderson (États-Unis) Joe Fletcher (États-Unis) Quatrième arbitre : Allen Chapman (États-Unis) | Règlement - 90 minutes. - 30 minutes de prolongation si nécessaire. - Séance de tirs-au-but si nécessaire. - Sept remplaçants sur la feuille de match. - Trois remplacements autorisés au maximum. |

### Statistiques
|                 | Toronto FC | Seattle Sounders |
| --------------- | ---------- | ---------------- |
| Buts inscrits   | 0          | 0                |
| Tirs            | 19         | 3                |
| Tirs cadrés     | 7          | 0                |
| Arrêts          | 0          | 7                |
| Corners         | 10         | 5                |
| Fautes commises | 21         | 19               |
| Hors-jeu        | 0          | 2                |
| Cartons jaunes  | 1          | 2                |
| Cartons rouges  | 0          | 0                |